# Jonathan Woodgate
Jonathan Simon Woodgate (Middlesbrough, 22 januari 1980) is een Engels voetbalcoach en voormalig betaald voetballer die zijn spelersloopbaan in 2016 beëindigde bij Middlesbrough. Hiervoor speelde hij voor Leeds United, Newcastle United, Middlesbrough, Real Madrid, Tottenham Hotspur en Stoke City.

## Carrière

### Leeds United
Jonathan Woodgate begon zijn loopbaan in de jeugd van Middlesbrough, maar er kwam onenigheid over zijn toekomst bij de club. Op zestienjarige leeftijd vertrok Woodgate naar Leeds United, waar hij in 1997 de FA Youth Cup won. Een jaar later maakte hij zijn debuut in het eerste elftal en in 2001 hielp hij de club naar de halve finale van de Champions League.
In 2000 vond er een incident plaats bij een nachtclub, waarbij Woodgate betrokken was. Samen met zijn teamgenoot Lee Bowyer moest hij voor de rechter verschijnen. Bowyer werd vrijgesproken, maar Woodgate kwam er minder goed vanaf. Hij werd veroordeeld tot 100 uur taakstraf en geschorst door de voetbalbond. Hierdoor liep hij deelname aan het WK 2002 mis.

### Newcastle United
In 2003 tekende Woodgate voor Newcastle, dat negen miljoen pond voor hem betaalde. Snel werd hij een publiekslieveling, maar hij had veel last van blessures. Hierdoor speelde hij niet zo veel als hij zou willen.

### Real Madrid
In augustus 2004 tekende Woodgate bij Real Madrid, dat 13,4 miljoen pond voor hem overhad. Veel mensen waren verrast, omdat hij regelmatig geblesseerd was en daardoor meestal niet veel kon spelen. Zijn debuut kwam dan ook pas in september 2005, maar deze eerste wedstrijd verliep niet al te best voor hem. Hij maakte een eigen goal en ontving een rode kaart. In 2006 werd Woodgate een vaste eerste elftal speler, maar hij kreeg weer te maken met blessures. Hierdoor miste hij ook het WK 2006. In juli 2007 werd hij door de Spaanse krant Marca verkozen tot slechtste aankoop van de 21ste eeuw.

### Middlesbrough
In augustus 2006 vertrok Woodgate op huurbasis naar zijn geboortestad, waar hij ging spelen voor Middlesbrough FC. Tijdens zijn debuut werd hij benoemd tot man van de wedstrijd en voor zijn tweede wedstrijd werd hij al aanvoerder gemaakt. In april 2007 werd bekendgemaakt dat hij definitief naar Middlesbrough zou vertrekken voor een bedrag van zeven miljoen pond. Voor het nieuwe seizoen begon raakte Woodgate opnieuw geblesseerd en in de voorbereiding kreeg jeugdspeler David Wheater de kans. Wheater deed het goed en mocht in de basis blijven staan. Woodgate mocht alweer vertrekken.

### Tottenham Hotspur
Op 28 januari 2008 maakte Woodgate een transfer naar Tottenham Hotspur, waar hij twee dagen later zijn debuut maakte tegen Everton. Een maand later won de club de League Cup ten koste van Chelsea. In de finale was Woodgate man of the match. Toen Harry Redknapp coach van de Spurs werd, werd Woodgate gekozen tot vice-aanvoerder van de ploeg na Robbie Keane. Na het seizoen 2010/2011 besloot de club zijn contract niet te verlengen, mede omdat hij regelmatig geblesseerd was en niet akkoord ging met een pay-as-you-play contract.

### Stoke City
Op 11 juli 2011 tekende Woodgate een pay-as-you-play contract bij Stoke City voor een seizoen, met optie tot verlenging. Hij maakte zijn competitiedebuut voor Stoke op 14 augustus 2011 tegen Chelsea FC.

### Terugkeer naar Middlesbrough
Op 6 juli 2012 keerde Woodgate terug naar de club uit zijn geboortestad, waar hij ging spelen voor Middlesbrough FC. Hij ondertekende een contract tot 2015. Zijn rentree maakte hij tegen Bury FC, in de League Cup op 11 augustus 2012.

### Internationaal
Op woensdag 9 juni 1999 maakte Woodgate zijn debuut voor Engeland onder bondscoach Kevin Keegan in het EK-kwalificatieduel tegen Bulgarije (1-1). In totaal heeft hij slechts acht interlands gespeeld, mede door zijn vele blessures. In 2008 besloot hij een punt te zetten achter zijn loopbaan als international.

## Erelijst
Leeds United
- FA Youth Cup: 1997

Tottenham Hotspur
- League Cup: 2007/08